# Laurence Stallings

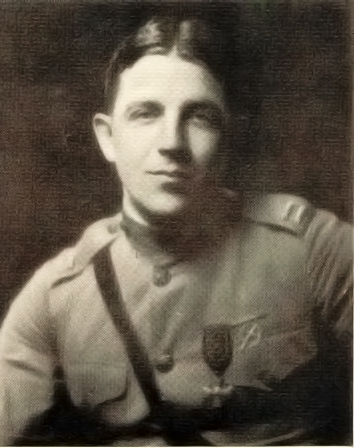
Laurence Stallings (1918)

Laurence Tucker Stallings (* 25. November 1894 in Macon, Georgia; † 28. Februar 1968 in Pacific Palisades, Kalifornien) war ein US-amerikanischer Schriftsteller, Drehbuchautor, Journalist und Fotograf.

## Leben und Karriere
Er wurde 1894 in Macon (Georgia) als Sohn des Bankangestellten Larkin Tucker Stallings und der Hausfrau Aurora Brooks Stallings geboren.
1912 immatrikulierte Stallings sich an der Wake Forest University in North Carolina, wo er bis 1916 ein Studium der Klassischen Altertumswissenschaften absolvierte. Im Anschluss verpflichtete er sich als Reservist bei den US-Marineinfanteristen und wurde nach dem Kriegseintritt der USA 1917 in den Ersten Weltkrieg nach Frankreich entsandt, wo er an der Schlacht im Wald von Belleau (1. – 26. Juni 1918) und an der Schlacht bei Château-Thierry (18. Juli 1918) teilnahm. Dabei wurde er am Bein verwundet (dieses musste 1922 nach einem Sturz amputiert werden).
Am 8. März 1919 heiratete Stallings Helen Poteat, mit der er seit der Schulzeit befreundet und zeitweise liiert gewesen war; das Paar hatte zwei Töchter, Sylvia (* 1926) und Diana (* 1931). Sie ließen sich jedoch 1936 scheiden. In zweiter Ehe heiratete Stallings 1937 seine Sekretärin bei den Fox Studios, Louise St. Leger Vance, mit der er einen Sohn, Laurence, jr. (* 1939, gestorben 2023 in Tübingen) und eine Tochter, Sally (* 1941), hatte.
Nach seiner Zeit bei den Marines studierte Stallings an der Georgetown University in Washington, D.C. und erwarb dort einen Abschluss als Master of Science. In den frühen 1920er Jahren begann er seine journalistische Tätigkeit als Literaturkritiker und Reporter bei der New York World und seine Schriftstellerkarriere. 1924 feierte "What Price Glory", sein erstes Stück, das er gemeinsam mit Maxwell Anderson verfasst hatte, Premiere am Plymouth Theatre in New York City. Es wurde 435 Mal gespielt, u. a. auch lange am Broadway, und später zweimal verfilmt. 1925 schrieben Anderson und Stallings gemeinsam die Dramen The First Flight and The Buccaneer. 1926 schrieb Stallings das Buch für das Musical Deep River, 1928 gemeinsam mit Oscar Hammerstein das Musical Rainbow. 1930 adaptierte er Ernest Hemingways In einem andern Land für die Bühne. 1937 folgte gemeinsam mit Owen Davis das Musical Virginia. 1944 verfasste Stallings das Stück The Streets are Guarded.
Stallings' erstes Buch (veröffentlicht 1924, in diesem Jahre erreichte es alleine neun Auflagen), ein populärer autobiographischer Roman, v. a. über seine Erfahrung im Ersten Weltkrieg, wurde im darauffolgenden Jahr zu dem Stummfilm Die große Parade adaptiert, der einer der großen kommerziellen Erfolge von Metro-Goldwyn-Mayer war. Zwischen den 1920er- und 1950er-Jahren betätigte sich Stallings außerdem regelmäßig als Drehbuchautor bei Hollywood-Filmen. Er war unter anderem als Autor an den John-Ford-Filmem Spuren im Sand, Der Teufelshauptmann und Wem die Sonne lacht beteiligt. Weitere Drehbücher von Stallings waren die für Nordwest-Passage oder der 1942er-Verfilmung von Das Dschungelbuch
1963 wurde eine von Stallings verfasste Geschichte der American Expeditionary Force im Ersten Weltkrieg 1917–18 veröffentlicht, unter dem Titel The Doughboys: The Story of the AEF 1917–18.
1968 verstarb Stallings an einem Herzinfarkt in seinem Alterssitz in Pacific Palisades bei Los Angeles und wurde auf dem Fort Rosecrans Cemetery bei San Diego mit militärischen Ehren beerdigt.

## Filmografie (Auswahl)
- 1928: Es tut sich was in Hollywood (Show People)
- 1935: Die Farm am Mississippi (So Red the Rose)
- 1935: Nach Büroschluss (After Office Hours)
- 1938: Zu heiß zum Anfassen (Too Hot to Handle)
- 1940: Nordwest-Passage (Northwest Passage)
- 1942: Das Dschungelbuch (Rudyard Kipling’s Jungle Book)
- 1948: Spuren im Sand (Three Godfathers)
- 1949: Der Teufelshauptmann (She Wore a Yellow Ribbon)
- 1953: Wem die Sonne lacht (The Sun Shines Bright)